# Tatort: Vielleicht
Vielleicht ist ein Fernsehfilm aus der Krimireihe Tatort. Der vom RBB produzierte Beitrag wurde am 16. November 2014 im Ersten erstgesendet. Es ist der 31. und letzte Fall mit Kriminalhauptkommissar Felix Stark und nach dem Ausscheiden seines Kollegen Till Ritter auch der einzige Fall mit ihm als Alleinermittler. Insgesamt ist es die 922. Tatort-Folge.

## Handlung
Hauptkommissar Felix Stark, neuer Leiter der Mordkommission nach dem Abgang seines Kollegen Till Ritter, wird von seiner Assistentin zu einer bizarren Zeugenaussage hinzugebeten. Die in Berlin lebende norwegische Psychologiestudentin Trude Bruun Thorvaldsen gibt an, vor drei Wochen eine Studentin der TU namens Lisa Steiger kennengelernt zu haben. Seitdem träume sie, dass Lisa von einem Mann in Latzhose ermordet wird. Sie träume oft Dinge, die dann passieren würden. In ihrem Traum sei Lisa in einer Wohnung und versuche vergeblich, ihre Augen zu öffnen. Ob der Mord schon passiert sei oder noch passiere, wisse sie nicht. Sie habe oft solche Visionen, die sich erfüllen würden. Stark misst der Aussage wenig Bedeutung bei, aber lässt Trude routinemäßig überprüfen. Er vermutet aber, dass Trude einsam ist und so Aufmerksamkeit auf sich ziehen möchte. Kurz darauf trifft Trude Lisa in Begleitung ihres Freundes Florian Pathke in der Mensa wieder. Florian fällt auf, dass die junge Frau sich äußerst merkwürdig Lisa gegenüber verhält. Nachdem Lisa spontan aufbrechen muss, erzählt Trude Florian nach kurzem Zögern von ihrem Traum.
Einige Wochen später lässt Lisa einen Handwerker mit Latzhose in ihre Wohnung. Er überwältigt die junge Frau und legt sie auf ihr Bett. In diesem Moment klingelt und klopft Florian an ihrer Tür und ruft Lisas Namen. Wie in Trudes Traum versucht Lisa erfolglos, ihre Augen zu öffnen. Der angebliche Handwerker flüstert ihr zu, ihr passiere nichts, wenn sie „brav“ bliebe. Nachdem Lisa von ihrer Mitbewohnerin tot aufgefunden wurde, wird Felix Stark gerufen, der die junge Frau mit aufgerissenen Augen und wie hindrapiert erwürgt in ihrem Bett vorfindet. In einem Gespräch mit Lisas Mutter erfährt der Kommissar, dass Lisa sich vor zehn Tagen aus heiterem Himmel von Florian getrennt habe, mit dem sie zuvor doch so glücklich gewesen sei. Ihre Tochter habe sich zunehmend von Florian bedrängt gefühlt. Weitere Ermittlungen ergeben, dass Pathke sich mit der Trennung von Lisa schwertat. Da eine Nachbarin den jungen Mann etwa zur Tatzeit im Treppenhaus gesehen hat, lässt Stark Florian vorladen. Als Stark ihn auf die Trennung anspricht und darauf, dass Lisa sich wohl bedrängt fühlte, erzählt Pathke dem Kommissar von seiner Begegnung mit Trude und ihrer Prophezeiung. Als er Lisa von Trudes Traum erzählt habe, habe sie ihm vorgeworfen, sich das nur ausgedacht zu haben, um sie über das Schüren von Angst zu dominieren. Das führte zur Trennung. Er berichtet auch, dass er zwei Wochen zuvor im Treppenhaus von Lisas Mietwohnung einen rothaarigen Handwerker in Latzhose gesehen habe.
Stark und der Polizeipsychologe Robert Meinhardt wollen mit Trude sprechen, treffen bei einem Besuch aber nur auf ihre Mitbewohnerin Marlies, die von Trudes seherischen Fähigkeiten, die sie als „Zweites Gesicht“ bezeichnet, überzeugt ist. Trude habe ihr beim Einzug vorhergesagt, dass sie von ihrem Freund betrogen werde, was sich später als wahr herausstellte. Zur selben Zeit wird Trude in einem Café gegenüber ihrer Wohnung von einem fremden jungen Mann angesprochen, der mit ihr ins Gespräch kommen will, was sie jedoch abblockt. Als Trude wenig später das Café verlässt, befindet sich der „Handwerker“, der Lisa ermordet hat, in unmittelbarer Nähe und beobachtet die junge Frau. Er schleicht ihr dann hinterher und späht ihr Treppenhaus aus. 
In einem erneuten Gespräch mit Stark erzählt Trude ihm, dass sie seit ihrem elften Lebensjahr Visionen habe. Sie habe damals unter anderem den Unfalltod eines Nachbarn richtig vorausgesehen. Die Dorfgemeinschaft habe Vorbehalte gegenüber ihren schrecklichen Visionen entwickelt und sie gemieden. Seither versuche sie, ihre Vorahnungen für sich zu behalten, was ihr aber nicht gelungen sei. Es mache auch sie krank. Auf Starks Nachfrage räumt sie ein, Lisas Mörder nicht näher beschreiben zu können. Bei einer weiteren Durchsuchung von Lisas Wohnung findet man ein Schreiben von der Handwerksfirma „Gaslicht“, die allerdings telefonisch nicht zu erreichen ist. Andere Bewohner des Hauses haben ein solches Schreiben nicht erhalten. Meinhardt stellt daraufhin die These auf, dass Trude die Information, dass Lisa ermordet wird, nicht in Lisa, sondern im Mörder gefunden habe, mit dem sie unwissentlich Kontakt gehabt haben muss. 
Stark hegt Selbstzweifel und macht sich Vorwürfe, Trudes Hinweis nicht ernst genommen zu haben. Unterdessen plagen Trude erneut Träume. Am nächsten Morgen beobachtet Lisas Mörder vom Café aus den Auszug von Trudes Mitbewohnerin und weiß so, dass Trude ab sofort allein lebt. Stark sucht kurz darauf Trude auf, um sie noch einmal über die Latzhose zu befragen. In ihrem neuesten Traum aus der Vornacht sitzt ein Mann in einem Restaurant mit offenen Augen am Tisch. Er hat ein Schussloch im Kopf, aus dem Blut tritt, dann rast ein Auto davon. Stark weiß nicht, wie er mit dieser vagen Prophezeiung umgehen soll. Trude träumt in der folgenden Nacht wiederum und wacht irritiert auf. In der Uni trifft sie am nächsten Morgen auf Florian, der ihr Vorwürfe macht, weil sie ihm von ihrem Traum erzählt habe. Ihm ist Trude unheimlich und er meint, dass die Dinge vielleicht nicht passiert wären, wenn Trude sie nicht vorausgesagt hätte. 
Stark besucht Trude erneut, um mehr Details über das Restaurant-Szenario zu erfragen. Sie gibt an, dass es in ihrem neuesten Traum zwei Männer gebe. Stark legt eine möglichst exakte Skizze nach ihren Beschreibungen an und setzt sein Team auf das Restaurant an. Da Trudes Vorhersage die einzige Informationsquelle ist, sollen sie unauffällig arbeiten. Trude wird inzwischen erneut von dem Unbekannten im Café angesprochen, der sich ihr als „Martin“ vorstellt und sie zum Essen einladen möchte, was sie ablehnt. Abermals wird Trude nachts von ihren Träumen aus dem Schlaf gerissen. Tags darauf behauptet sie jedoch gegenüber Stark, nicht mehr zu träumen. Die Prophezeiung mit dem Restaurant werde sich nicht bewahrheiten, der Traum wäre einmalig gewesen. Stark misstraut ihr, weil sie bereits von drei Träumen berichtet hatte. Doch sie blockt ab und will mit der Angelegenheit nichts mehr zu tun haben – sie würde sowieso bald in ihre Heimat Norwegen zurückkehren. 
Zwischenzeitlich sind die Häuser ermittelt worden, in denen die Firma „Gaslicht“ tatsächlich tätig war. Die Spur führt zu einem der Bewohner; der Rothaarige passt auf das Täterprofil. Unterdessen klingelt Lisas Mörder bei Trude und bringt sie unter einem Vorwand („Zettel-Trick“) dazu, die Wohnungstür zu öffnen. Sie entfernt sich von den angelehnten Wohnungstür, um Stift und Papier zu holen. Doch Trude kommt der Mann merkwürdig vor und sie ruft Stark an, welcher das SEK verständigt, nachdem er erfährt, dass der Mann rothaarig ist. Trude folgt den Anweisungen von Stark, verschließt ihre Wohnungstür von außen und geht auf die Straße in Sicherheit. Wenig später kann der Kommissar mit dem SEK tatsächlich Lisas Mörder in der Wohnung festnehmen und der fluchende Mann namens Armin Teigler wird abgeführt. 
Trotz dieses glimpflichen Ausgangs verweigert Trude anschließend, weiter über ihre angeblich ausbleibenden Träume zu sprechen. Erst nachdem Stark ihr verdeutlicht, durch ihre Aussagen einen Serienmörder gestellt und weitere Morde verhindert zu haben, ringt sie sich dazu durch, dem Kommissar den Ausgang ihres jüngsten Traumes zu erzählen. Das Restaurant, in dem die beiden Männer erschossen werden, sei eine Pizzeria. In der Nacht falle ein Schuss und Stark liege am Boden in einer Blutlache. Ob er überleben oder sterben werde, wisse sie nicht. Stark bestätigt ihr äußerlich gefasst, dass ihr Traum und dass sie ihm davon erzählt habe, nicht ihre Verantwortung seien. Im Mordfall Lisa finden sich unzählige Beweise, da Teigler über jedes Opfer seiner Vergewaltigungen Kartei führte. Stark befindet sich gedanklich im drohenden Doppelmord und reagiert darauf relativ teilnahmslos. Er fordert seine Mitarbeiter auf, das Lokal ausfindig zu machen. Er selbst trägt ab sofort eine Schutzweste. Meinhardt fragt ihn, ob irgendetwas nicht in Ordnung sei, doch er vertraut sich ihm nicht an. Am nächsten Tag reicht Stark seinen Antrag auf Versetzung bei seiner Vorgesetzten ein. Später wird klar, dass er damit Trudes Prophezeiung entgehen will.
Sein Team hat unterdessen anhand der Beschreibung das Restaurant in Tempelhof ausfindig gemacht. Stark sucht mit zwei Mitarbeitern die Pizzeria auf, wo sich ein Tisch wie in der Prophezeiung befindet. Dort ruft er Trude an, die am selben Abend zurück in ihre Heimat fliegen will und kann sie davon überzeugen, das Restaurant zu identifizieren. Nach einiger Zeit erscheint ein Ehepaar und setzt sich an den fraglichen Tisch. Die Beamten sind erleichtert, weil ein Mann und eine Frau dort Platz nehmen. Während Stark und sein Assistent Oleg in die Küche gehen, um den Wirt auf mögliche Mafiabezügen zu überprüfen, weist er die dritte Kollegin an, durch das Präsidium die Finanzen des Restaurants zu kontrollieren. Während Stark und Oleg mit dem Wirt sprechen, fallen zwei Schüsse. Gerade als Trude am Restaurant eintrifft, rennt „Martin“ hinaus und flüchtet sich in ein Auto. Das Ehepaar liegt leblos am Tisch, genau so wie die in der Vision beschriebenen Toten.
Trude beschreibt dem Kommissar den Mörder, der sich ihr als „Martin“ in dem Café vorgestellt hatte. Stark unterrichtet seine Vorgesetzte darüber, dass er noch vor Einbruch der Dunkelheit seinen Dienst quittieren werde; er wolle nur noch Trudes Sachen holen und sie zum Flughafen bringen. Im Hinterhof begegnet er beim Heraustragen des Reisegepäcks einem verdächtigen Mann. Dieser dreht sich um, um sich auszuweisen. Ist es Martin mit einer Schusswaffe und feuert unvermittelt zweimal auf Stark. Als dieser beim ersten Schuss nach vorne kippt, trifft ihn der zweite Schuss unter der Schutzweste, sodass er schwer verletzt wird. Im Krankenhaus warten seine Kollegen auf das Ende seiner Not-OP. Als sie den diensthabenden Arzt fragen, ob ihr Kollege überleben werde, lautet die Antwort: „Vielleicht“.

## Rezeption

### Kritik
„Boris Aljinovic, als Kommissar Felix Stark, hat wieder die tollste Stimme aller Ermittler. Er kann leise schreien. Und dann dieses herrliche französische Gesicht. Ein Mann aus Papier an einem sehr, sehr großen Schreibtisch.“

Spiegel Online lobte das ungewöhnliche Thema Parapsychologie in der letzten Folge mit Kommissar Stark als gelungenes Experiment:

„Im Schatten der Abwicklung des alten Teams ist Fatalismus durchaus angebracht, die schlechte Stimmung wirkte sich aber gut auf den Film aus. Still, selbstzweifelnd, offen geht Aljinovic als Stark das schwierige Thema an; wie einer, der nichts mehr zu verlieren hat.“

### Einschaltquoten
Die Erstausstrahlung von Vielleicht am 16. November 2014 wurde in Deutschland von 9,86 Millionen Zuschauern gesehen und erreichte einen Marktanteil von 27,1 % für Das Erste.

### Auszeichnungen
Der Film war für den Deutschen Fernsehkrimi-Preis 2015 nominiert.

## Trivia
Boris Aljinovic veröffentlichte am 19. November 2014 einen kurzes Video auf seinem Youtube-Kanal. Der auf dem Abschlussfest der Dreharbeiten selbst aufgenommene, humorvolle Clip, in dem Aljinovic und Episodenhauptdarstellerin Olsen beim Angeln zu sehen sind, zeige ein „inoffizielles Ende“: „Ein Jahr später, in einem Fjord in Norwegen.“ Der Beitrag wurde auch in die ARD-Mediathek übernommen.